# London Palladium
Il London Palladium è un teatro sito nella città di Westminster del West End di Londra. Con i suoi 2286 posti, il teatro è tra i più grandi del West End e ospita spettacoli di varietà, musical teatrali e concerti. Infatti il Palladium è stato ed è tuttora una prestigiosa sala da concerti e sul suo palco si sono esibiti nel corso degli anni The Beatles, Louis Armstrong, Judy Garland, Liza Minnelli, Ella Fitzgerald, Frank Sinatra, Dionne Warwick, Madonna e Sammy Davis Jr.

## Storia
Il produttore Walter Gibbons fece costruire il teatro nel 1910, in competizione con il London Hippodrome di Sir Edward Moss ed il London Coliseum di Sir Oswal Stoll. La facciata risale al diciannovesimo secolo e apparteneva ad Argyll House. Chiamato semplicemente The Palladium, il teatro ospitò pantomime e spettacolo di varietà sin dall'apertura, fungendo anche da cinema per tre mesi nel 1928. L'impresario teatrale George Black acquisto il teatro nel settembre 1928 dopo la bancarotta del proprietario precedente. Black guidò il teatro nei suoi primi successi come sala da concerti, ospitando artisti come Louis Armstrong ed Ethel Waters. Nel 1935 Alfred Hitchcock scelse il teatro per la scena principale del suo thriller Il club dei 39. L'11 maggio 1941 un ordigno tedesco della battaglia d'Inghilterra fu trovato tra l'arco scenico ed il soffitto del teatro; il dispositivo fu disinnescato e rimosso dagli artificieri della marina britannica.
Dopo la morte di Black nel 1945 il teatro fu rilevato da Val Parnell, che trasformò il Palladium in una prestigiosa sala da concerti per le grandi star del panorama musicale statunitense. Nel decennio tra il 1945 ed il 1955 Carmen Miranda, Judy Garland, Bing Crosby, Danny Kaye, Rosemary Clooney, le Andrews Sisters, Bob Hope, Lena Horne, Ella Fitzgerald, Peggy Lee, Frank Sinatra, Sammy Davis Jr., Frankie Laine e Johnnie Ray si esibirono al Palladium. I concerti furono un grande successo, ma la scelta di ospitare artisti statunitensi a discapito di cantanti britannici fu discussa e criticata. Nel 1968 il Palladium mise in scena il suo primo musical teatrale, Golden Boy, con Sammy Davis Jr. nel ruolo del protagonista; nello stesso anno Johnny Cash registrò un album dal vivo a teatro, rilasciato dalla Columbia Records.
Gli anni settanta videro alti acclamati artisti calcare le scene del Palladium, tra cui gli Slade e Marvin Gaye. Nel 1979 il musical The King and I andò in scena per la prima volta al Palladium, con Yul Brinner e Virginia McKenna nel ruolo del Re del Siam e di Miss Anna; il musical sarà rappresentato al Palladium altre due volte: nel 2000 con Elaine Paige e Jason Scott Lee e nel 2018 con Kelli O'Hara e Ken Watanabe. Nel 1981 il teatro fu brevemente trasformato in un museo delle cere. Gli anni novanta affermarono il Palladium come teatro per i musical ed ospitò apprezzati revival di Joseph and the Amazing Technicolor Dreamcoat con Jason Donovan e Linzi Hateley (1991), Oliver! con Jonathan Pryce ed un giovanissimo Eddie Redmayne (1994) e La febbre del sabato sera con Adam Garcia (1998).
Nel 2000 la Really Useful Group, la compagnia teatrale di Andrew Lloyd Webber, ha acquistato il teatro. La compagnie portò in scena The King and I, che rimase in cartellone dal maggio 2000 al gennaio 2002, e Chitty Chitty Bang Bang, che è rimasto in scena dall'aprile 2002 al settembre 2005. Dal novembre 2006 al febbraio 2009 il teatro ospitò un revival di The Sound of Music con Summer Strallen ed Alexander Hanson, mentre dal 2009 al 2010 ospitò la prima britannica di Sister Act con Patina Miller, Sheila Hancock e Whoopi Goldberg. Nonostante il maggior numero di produzioni teatrali, il Palladium continua ad essere una rinomata sala da concerti e in anni recenti si sono esibiti sulle sue scene Elton John, Dionne Warwick, Robbie Williams, Rufus Wainwright, Madonna, Anastacia, Kristin Chenoweth e Bon Jovi.